# Lil Lotus

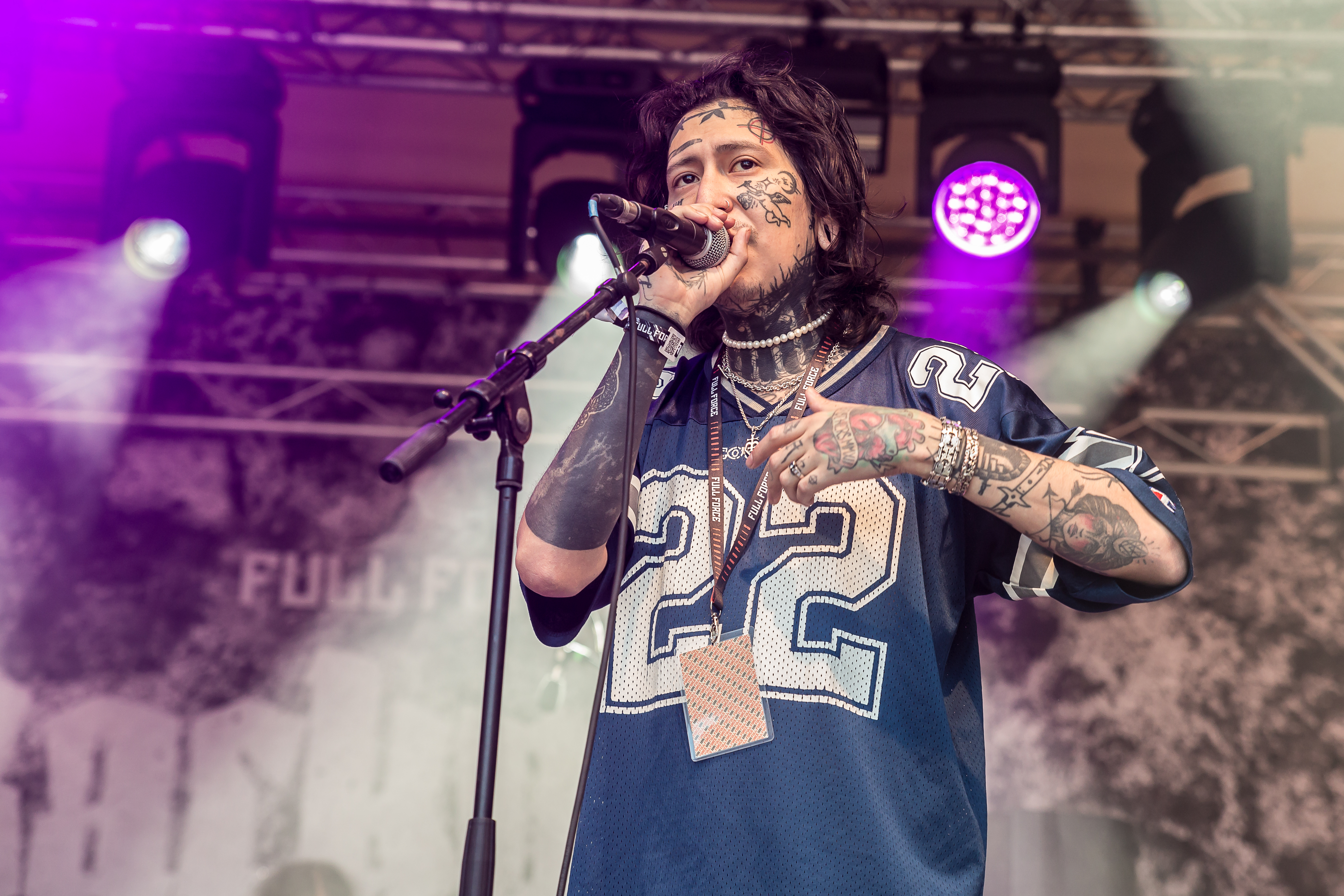
Lil Lotus auf dem Full Force 2023

Lil Lotus (stilisiert als LiL Lotus; * 1. März 1994 in Dallas; bürgerlich John Villagran) ist ein US-amerikanischer Musiker und Rapper.

## Leben
John Villagran wuchs im Stadtteil Pleasant Grove in einer christlichen Familie auf. Sein Vater war Musiker und brachte ihm das Gitarrespielen bei. Bands wie Linkin Park und Paramore weckten beim jungen John Villagran das Interesse an Musik. Mit 14 Jahren führte er mit seinem Bruder Lobpreislieder in ihrer Kirchengemeinde auf. Daraufhin startete Villagran eine christliche Melodic-Hardcore-Band. Später nahm er Drogen wie LSD oder Xanax zu sich. Im Alter von 18 Jahren starb sein Vater, woraufhin John Villagran zu Hause auszog und zwei Jahre lang in seinem Auto lebte und bei Freunden übernachtete. Mit 21 Jahren wurde er Vater eines Sohnes. Bei John Villagran wurde eine bipolare Störung diagnostiziert.

## Karriere

### Solo
Villagran startete im Jahre 2016 seine Solokarriere, als er seine akustischen Eigenkompositionen online veröffentlichte. Anfangs nannte er sich Tremor, bevor er den Künstlernamen Lil Lotus annahm. Beeinflusst von der GothBoiClique veröffentlichte Lil Lotus im Juni 2017 seine Debüt-EP Bodybag sowie die Single Ur Dad Has a Gun mit Shinigami. Im Jahre 2018 tourte er nacheinander im Vorprogramm von nothing, nowhere., Senses Fail und Papa Roach durch Nordamerika. Im Dezember 2019 wurde Lil Lotus von Epitaph Records unter Vertrag genommen. Im Jahre 2020 veröffentlichte Lil Lotus die EPs All My Little Scars, Vol. 1, 2 und 3. Am 20. August 2021 folgte schließlich das Debütalbum Errør Bøy. Als Gastmusiker sind Chrissy Costanza von der Band Against the Current, Lil Aaron sowie der Blink-182-Schlagzeuger Travis Barker zu hören.
Die frühen Werke von Lil Lotus wurden gemeinhin als Emo Rap bezeichnet. Ciara Allen vom Onlinemagazin Hysteria bezeichnete Lil Lotus als „einen der größten Einflüsse auf die Emo-Rap-Szene“ und als „Pionier des Alternative Rap“. Laut Frankie Torok vom Onlinemagazin New Noise „vermengt Lil Lotus Trap, Contemporary R&B mit konfessionellen Texten und Pop-Punk-Melodien“. Tyler Turner vom Onlinemagazin Dead Press! schrieb, dass Lil Lotus „die Grenzen des modernen Emo verschieb, ohne dabei in die Falle von instrumentaler Trägheit zu tappen“. Mit seinem Debütalbum näherte sich Lil Lotus musikalisch dem Pop-Punk. Lil Lotus selbst lehnt die Kategorisierung als Emo Rap ab und zieht es vor, seine Musik „einfach als aktualisierte Version des Emo zu bezeichnen“. Als Haupteinflüsse nennt Lil Lotus The Red Jumpsuit Apparatus, Saosin, Alesana, Escape the Fate, SeeYouSpaceCowboy, Wicca Phase Springs Eternal, Horse Head und Cold Hart.

### Boyfriendz
Ende 2017 gründete Lil Lotus zusammen mit Lil Aaron und Smrtdeath die Band Boyfriendz. Die Band veröffentlichte 2017 und 2019 jeweils eine EP. Die Musik der Band wird als Alternative Rap bezeichnet.

### If I Die First
Im April 2020 gründete Lil Lotus gemeinsam mit Lil Zubin, Travis Richter von der Band From First to Last, Nedarb Nagrom sowie den zur Liveband von Ghostemane gehörenden Cayle Sain und Nolan Nunes die Band If I Die First. Die Musik wird als Metalcore, Post-Hardcore bzw. Screamo klassifiziert. Der Bandname stammt von der EP In Case I Die First des Rappers Chynna Rogers. Die Band veröffentlichte im Sommer 2020 ihre erste EP My Poison Arms. Ein Jahr später folgte die Split-EP Bloodstainedeyes mit SeeYouSpaceCowboy.

## Diskografie
| Studioalben - 2021: Errør Bøy (Epitaph Records) - 2023: Nosebleeder (Epitaph Records) EPs - 2017: Bodybag (Repost Records) - 2020: All My Little Scars, Vol. 1 (Epitaph Records) - 2020: All My Little Scars, Vol. 2 (Epitaph Records) - 2020: All My Little Scars, Vol. 3 (Epitaph Records) Kollaborationen - 2018: I Did This to Myself (EP mit Horse Head) - 2019: Online Now (EP mit I Set My Friends on Fire) - 2020: Bullet (EP mit Nedarb) | mit Boyfriendz - 2017: Boyfriendz - 2019: BFZ2 mit If I Die First - 2020: My Poison Arms - 2021: Bloodstainedeyes (Split-EP mit SeeYouSpaceCowboy) |